# U 42 (U-Boot, 1939)
U 42 war ein deutsches U-Boot vom Typ IX A, das im Zweiten Weltkrieg von der Kriegsmarine eingesetzt wurde.

## Geschichte
Das Boot wurde am 21. Dezember 1937 bei der AG Weser in Bremen auf Kiel gelegt und am 15. Juli 1939 unter Kapitänleutnant Rolf Dau in Dienst gestellt. Es gehörte bis zu seiner Versenkung am 13. Oktober 1939 als Ausbildungs- und Frontboot zur U-Flottille „Hundius“ in Kiel.
U 42 unternahm eine Feindfahrt in den Nordatlantik, auf der es ein Schiff mit 4.083 BRT beschädigte und von der es nicht zurückkehrte.
Das Boot lief am 2. Oktober 1939 von Wilhelmshaven aus. Am 13. Oktober 1939 beschädigte es südwestlich von Irland den britischen Dampfer Stonepool (4.803 BRT) durch Artilleriebeschuss. Er gehörte zum Konvoi OB-17. Das Schiff wurde am 11. September 1942 von U 207 versenkt.

## Verbleib
Kurz nach dem Angriff auf die Stonepool wurde das Boot von der britischen Konvoisicherung mit den Zerstörern Imogen, Ilex, Inglefield und Ivanhoe zum Tauchen gezwungen. Durch Wasserbomben der Ilex beschädigt, musste U 42 auftauchen und wurde von der Ilex gerammt. Gleichzeitig wurde es bis zum Untergang von den britischen Zerstörern mit Artillerie beschossen. Von den 46 Mann der Besatzung wurden 20 gerettet; 26 kamen durch den Beschuss ums Leben. Die Position war 49° 12′ N, 16° 0′ W im Marine-Planquadrat BE 2699.